# Marwan 2.
Marwan ibn Muhammad ibn Marwan eller Marwan al-Himaar (født 688, død 6. august 750) (arabisk: مروان بن محمد بن مروان بن الحكم) var kalif af Umayyade-kalifatet (661-750) fra 744 til 750, hvor han blev myrdet, og abbasiderne tog magten. I 929 blev et nyt umayyade-kalifat dog oprettet, kendt som Córdoba-kalifatet.